# Grotte Cango
Le grotte Cango si trovano nel calcare precambriano delle pendici della catena montuosa dello Swartberg, vicino alla città di Oudtshoorn nella provincia del Capo Occidentale in Sudafrica. Le grotte fanno parte della Garden Route.

## Descrizione
La grotta principale è una delle più belle e conosciute grotte turistiche dello Stato ed attrae numerosi turisti anche da oltreoceano. Nonostante l'ampia estensione di tunnel e camere che procedono per oltre quattro chilometri, solo circa un quarto è aperto ai visitatori, che si possono muovere nelle grotte solo se seguiti da una guida. I tour sono condotti a intervalli regolari per buona parte dei giorni. Le grotte contengono grandi formazioni di calcare e stretti passaggi tra una sala e l'altra. Il più stretto dei passaggi aperti al pubblico è di 30 cm.

## Storia

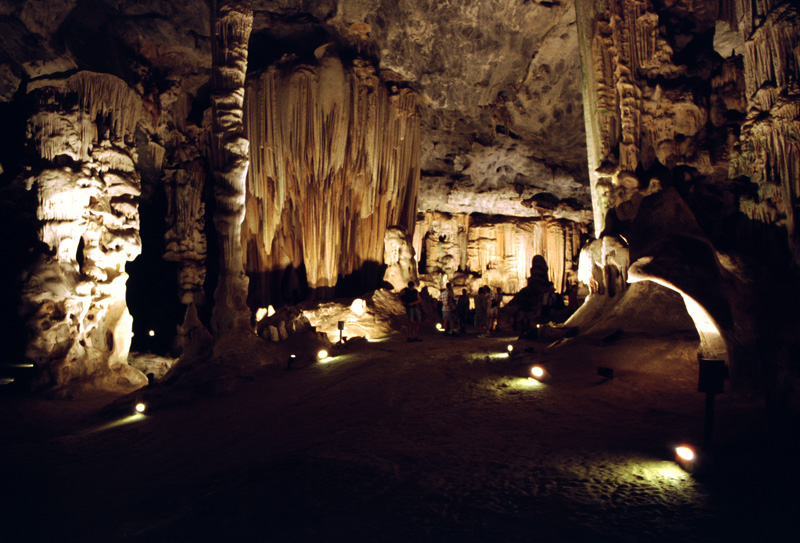
Formazione nelle grotte Cango

Il professore A.J.H. Goodwin, archeologo dell'Università di Città del Capo, ha svolto scavi nelle grotte Cango nel 1930. Artefatti in pietra ed altro materiale culturale raffigurano le persone che abitarono all'entrata delle grotte per molto tempo alla metà o alla fine dell'età della pietra.
Le grotte furono scoperte nel 1780 da un contadino locale di nome Jacobus Van Zyl. La sala in cui scese la prima volta (chiamata sala Van Zyl e lunga come un campo di calcio), prende da lui il nome. Furono condotte ulteriori esplorazioni, e una seconda sala fu scoperta nel 1792. Le grotte divennero in poco tempo un popolare luogo turistico.
Si dice che nel 1898 Johnny van Wassenaer, la prima guida ufficiale delle grotte abbia camminato 29 ore prima di incontrare la fine delle grotte. Una volta giuntovi, calcolò di essere a 25 km dall'entrata, e 275 metri sotto il livello del suolo. Apparentemente il suo percorso seguiva un fiume sotterraneo. Al momento non sono state trovate grotte che possano supportare la sua storia.

### Studi ed esplorazioni

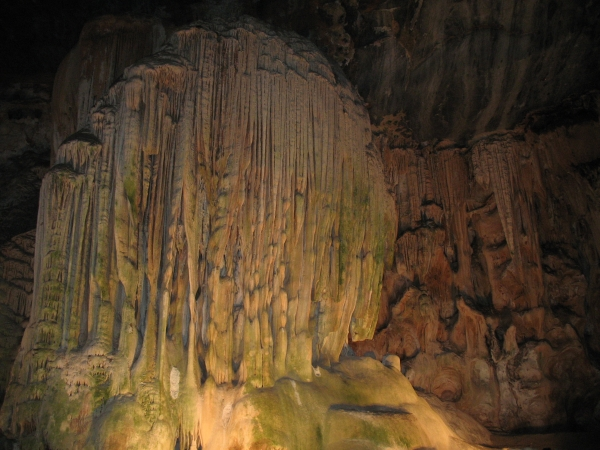
Formazione nelle grotte Cango

Il primo sopralluogo fu fatto nel 1897, e furono mappate le prime 26 camere. Nel 1956 la South African Spelaeological Association fu incaricata di disegnare una mappa accurata delle grotte Cango, e di cercare entrate alternative. Secondo i loro studi le grotte erano lunghe 775 metri, e non salirono o scesero mai di oltre 16 metri. Questo gruppo di sale fu chiamato Cango I. Il punto più vicino alla superficie si trova nella Cucina del Diavolo, a 52,6 metri dal suolo.
Nel 1972 James Craig-Smith, Luther Terblanche e Dart Ruiters aprirono un passaggio ostruito scoprendo Cango II. Questo nuovo gruppo era lungo 270 metri e partiva dalla Cucina del Diavolo. Alla fine di Cango II si trovava un pendio che scendeva di 20 metri fino a raggiungere una camera piena d'acqua. Quest'acqua scorreva in direzione di Cango I.
Nell'agosto del 1975, durante un simposio sulla biologia speleologica, una squadra di esplorazione guidata da Florus Koper drenò dalla camera buona parte dell'acqua, e nuotò in quello che prima era un passaggio sommerso. In questo modo si scoprirono altre grotte, chiamate Cango III. Insieme queste grotte avevano una lunghezza di un chilometro. La più grande delle camere era di circa 300 metri.
Digby Ellis e Dave Land aggiunsero altri 290 metri a Cango III quando scoprirono uno stretto passaggio nel dicembre del 1977. Altri 90 metri furono scoperti nel giugno del 1978. Tutte queste aggiunte furono studiate nell'agosto del 1978 da Dave Land, Charles Maxwell, Brian Russell e Dave Crombie.